# Ça Ira (opera)
Ça Ira (fr. „uda się” lub „będzie dobrze”, „pójdzie”) – trzyaktowa opera kompozytora, basisty i lidera Pink Floyd Rogera Watersa do libretta Étienne'a Roda-Gila i jego żony Nadine. Autor nadał operze podtytuł There is Hope, czyli po angielsku „jest nadzieja”. Tytuł nawiązuje do pieśni „Ah! ça ira” sankiulotów, z czasów rewolucji francuskiej.

## Historia utworu
Prace rozpoczęły się w roku 1987, w roku 1988 została nagrana pierwsza wersja, lecz dyrekcje teatrów operowych odmawiały Watersowi, i tak, do roku 1995 projekt był zamrożony. W Operze Paryskiej nie pomogło nawet wstawiennictwo zachwyconego dziełem François Mitterranda.
Zrealizowana z rozmachem Ça Ira zebrała dobre recenzje. Mimo faktu, iż krytycy są podzieleni co do przejrzystości utworu, zgodni są co do profesjonalizmu i poziomu muzyki. Niektórzy mimo to mówią, że Waters mógł puścić wodze fantazji dalej, i stworzyć odważniejsze dzieło. Obawiając się krytyki za modernizm, autor stworzył dość konserwatywne w formie przedstawienie i ponoć, odetchnął z ulgą widząc reakcje krytyki na pokazie premierowym.
Utwór zawiera motywy dotyczące rewolucji francuskiej. Premiera odbyła się w Rzymie 17 listopada 2005. Dwupłytowy album z nagraniem opery został wydany 26 września 2005, udział w nagraniu wzięli m.in. Bryn Terfel, Huang Ying i Paul Groves.

### Nagrody
Muzyka i album dotarły na pierwsze miejsca prestiżowych list muzyki poważnej w Stanach Zjednoczonych i w Wielkiej Brytanii.
W Polsce nagrania uzyskały certyfikat platynowej płyty.

### Przedstawienia
Dotychczas odbyły się tylko cztery przedstawienia Ça Ira. Premiera w Rzymie, i kolejne, w tym samym miejscu lecz wieczór później. Muzycy występowali na tle dużego telebimu, który wyświetlając obrazy i filmy, pomagał w odbiorze i zrozumieniu fabuły. Kolejne przedstawienia odbyły się w Teatrze Wielkim w Poznaniu 30 oraz 31 grudnia 2006 roku.
Pełne przedstawienie odbyło się 25 sierpnia 2006 w Poznaniu w Polsce na terenie Międzynarodowych Targów Poznańskich (plac św. Marka) z okazji obchodów pięćdziesięciolecia Poznańskiego Czerwca ’56.
W poznańskim przedstawieniu udział wzięło ponad 200 aktorów z Teatru Wielkiego (Opery) w Poznaniu oraz Teatru Buffo. Spektakl wyreżyserował Janusz Józefowicz, on również był twórcą choreografii. 
Scena miała kształt znaku nieskończoności, a w spektaklu zostało wykorzystanych wiele nietypowych elementów scenografii, między innymi: 10-metrowy krzyż, wiszące klatki z ludźmi, samochód, olbrzymie flagi, pochodnie, trampoliny, trapezy, konie, wiele z nich było przemieszczanych w trakcie spektaklu przy pomocy dźwigu. Autorem scenografii był Andrzej Woroniec. Aktorzy ubrani byli w przygotowywane z rozmachem kostiumy autorstwa Marii Balcerek.
W przedsięwzięciu zaangażowanych było około 500 artystów, a cały show kosztował 5,5 mln zł. Trasa koncertowa, która zakłada angażowanie lokalnych artystów do niektórych ról, składa się z Pekinu, Tokio i Moskwy.

### Lista utworów albumu

#### Dysk 1

##### Akt pierwszy
1. The Gathering Storm – 1:38
2. Overture – 4:06
3. Scena 1: A Garden in Vienna 1765 – 0:53
4. „Madame Antoine, Madame Antoine” – 2:53
5. Scena 2: Kings Sticks And Birds – 2:41
6. „Honest Bird, Simple Bird” – 2:10
7. „I Want to Be King” – 2:37
8. „Let Us Break All the Shields” – 1:45
9. Scena 3: The Grievances of the People – 4:40
10. Scena 4: France in Disarray – 2:34
11. „To Laugh is to Know How to Live” – 1:44
12. „Slavers, Landlords, Bigots at Your Door” – 3:36
13. Scena 5: The Fall of the Bastille – 1:34
14. „To Freeze in the Dead of Night” – 2:19
15. „So to the Streets in the Pouring Rain” – 4:17

##### Akt drugi
1. Scena 1: Dances and Marches – 2:11
2. „Now Hear Ye!” – 2:18
3. „Flushed With Wine” – 4:31
4. Scena 2: The Letter – 1:39
5. „My Dear Cousin Bourbon of Spain” – 2:48
6. „The Ship of State Is All at Sea” – 1:46
7. Scena 3: Silver Sugar and Indigo – 0:55
8. „To The Windward Isles” – 4:50
9. Scena 4: The Papal Edict – 1:17
10. „In Paris There’s a Rumble Under the Ground” – 6:19

#### Dysk 2

##### Akt trzeci
1. Scena 1: The Fugitive King – 2:21
2. „But the Marquis of Boulli Has a Trump Card Up His Sleeve” – 4:27
3. „To Take Your Hat Off” – 2:40
4. „The Echoes Never Fade from That Fusillade” – 3:15
5. Scena 2: Commune de Paris – 2:43
6. „Vive la Commune de Paris” – 3:16
7. „The National Assembly Is Confused” – 2:41
8. Scena 3: The Execution of Louis Capet – 1:39
9. „Adieu Loius for You It’s Over” – 3:45
10. Scena 4: Marie Antoinette – The Last Night on Earth – 1:39
11. „Adieu My Good and Tender Sister” – 5:09
12. Scena 5: Liberty – 2:51
13. „And in the Bushes Where They Survive” – 6:52

## Pozycje na listach
| Lista | Kraj   | Pozycja |
| ----- | ------ | ------- |
| OLiS  | Polska | 12      |